# Maytenus jamaicensis
Maytenus jamaicensis är en benvedsväxtart som beskrevs av Krug och Urb. Maytenus jamaicensis ingår i släktet Maytenus och familjen Celastraceae. Inga underarter finns listade.